# 丁蘇吉亞縣
丁蘇吉亞縣（英語：Tinsukia district）是印度阿薩姆邦的一個縣，面積3,790平方公里，居民識字率七成，2011年人口1,316,948，人口密度每平方公里347人。本縣原屬迪布鲁格尔县，1989年分拆成立新縣。
27°29′22.07″N 95°21′36.52″E / 27.4894639°N 95.3601444°E